# عباس عليلو
عباس عليلو (بالإنجليزية: Abbas Alilu)‏ هي قرية تقع في أردبيل في إيران. يقدر عدد سكانها بـ 312 نسمة بحسب إحصاء 2016.